# ماهی شارک
ماهی شارک یک ماهی کوچک از جنس پرتو باله از خانواده کپورماهیان است. اعضای آن همانند برخی از کپورها به عنوان کوسه آب شیرین یا کوسه‌های ساده شناخته می‌شوند. هرچند آنها از خانواده ماهیان آب شیرین و از دودمان ماهیان استخوانی می‌باشند که از نسب غضروف ماهیان و متمایز شده از کوسه‌ها هستند. توصیف ای حیوانات به کوسه به خاطر رجوع به شکل کوسه مانند این کپور ماهیان محبوب است.
جنس شارک ماهیان اگر آنها از زیر خانواده کپور ماهیان در نظر گرفته شوند ممکن است در تبار Garrini از Labeoninae یا در زیر تبار Garraina از تبار Labeonini قرار گیرد. این هنوز حل و فصل نشده است و بیشتر به اقتضای نمای تکامل نژادی آنهاست.
زیستگاه ماهی شارک تایلند می‌باشد. طول این ماهی تا ۱۲ سانتی‌متر می‌رسد و دمای مناسب برای آن بین ۲۲ تا ۲۶ درجهٔ سانتی گراد می‌باشد. این ماهی شکل زیبایی دارد. ماهی شارک خلق و خوی تهاجمی دارد و بهتر است از این ماهی در هر آکواریوم دو عدد باشد. زیرا در این صورت این دو ماهی دنبال یکدیگر کرده و به سایر ماهی‌های آکواریوم کاری ندارند. در غیر این صورت امکان دارد به سایر ماهی‌ها آسیب برساند.